# Agartala
Agartala (Bengalisch: আগরতলা, Āgartalā) ist die Hauptstadt des indischen Bundesstaates Tripura. Sie liegt zwei Kilometer von der Grenze zu Bangladesch entfernt und hat etwa 400.000 Einwohner (Volkszählung 2011).

## Geschichte
Zur Zeit der britischen Kolonialherrschaft war Agartala Hauptstadt des indischen Fürstenstaats Tripura. Dieser trat im Jahr 1949 dem 1948 unabhängig gewordenen Staat Indien bei. 1971 wurde Tripura ein eigener Bundesstaat innerhalb Indiens mit Agartala als Hauptstadt.

## Beschreibung
Agartala ist das Handelszentrum der ansonsten landwirtschaftlich geprägten Umgebung. Die Stadt hat mehrere Tempel und Paläste. Sie ist zum größten Teil von Bengalen bewohnt, was ihr das Gepräge der bengalischen Kultur, insbesondere durch Feste wie Durga Puja, verleiht. Es zieht jedoch zunehmend auch Bevölkerung der Stämme vom Land in die Stadt.
In den letzten Jahren ist die Verkehrsanbindung der Stadt zunehmend verbessert worden. Im Jahr 2008 wurde die Eisenbahnlinie zwischen Lumding in Assam und Kumarghat in Tripura weiter nach Agartala verlängert. In den folgenden Jahren erfolgte die Konversion dieser Strecke von Meterspur in Indische Breitspur. Am 13. Januar 2016 erreichte ein erster Breitspur-Personenzug und am 22. Februar 2016 ein erster kommerzieller Breitspur-Güterzug den Bahnhof von Agartala. Beide Ereignisse wurden festlich begangen.
Zwischen Agartala und Akhaura auf der anderen Seite der Grenze in Bangladesch soll bis Ende 2017 eine Eisenbahnverbindung hergestellt werden, so dass die nordöstlichen indischen Bundesstaaten einen Eisenbahnanschluss an das Eisenbahnnetz von Bangladesch erhalten.
Agartala ist Sitz des Bistums Agartala. Etwa 10 Kilometer vom Stadtzentrum entfernt befindet sich in Suryamaninagar der Campus der 1987 gegründeten Universität von Tripura (Tripura University). Der Flughafen Agartala bietet Linienflüge in verschiedene andere indische Städte.

## Söhne und Töchter der Stadt
- Peary Mohon Debbarman (1887–1925), Botaniker
- Naresh Mitra (1888–1968), Schauspieler und Filmregisseur
- David Dhawan (* 1951), Filmregisseur
- Manik Saha (* 1953), Politiker

## Geografie und Klima
Agartala liegt in einer Ebene am Fluss Haora, der in den Bergen Tripuras entspringt und weiter in Richtung Bangladesch fließt. In der Gegend herrscht ein feuchtes subtropisches Klima. Im Sommer wird es meist drückend heiß, so dass die angenehmsten Monate die von September bis Februar sind. 
|                       | Jan  | Feb  | Mär  | Apr   | Mai   | Jun   | Jul   | Aug   | Sep   | Okt   | Nov  | Dez  |   |         |
| Mittl. Tagesmax. (°C) | 25,5 | 28,4 | 32,4 | 33,7  | 32,8  | 31,8  | 31,5  | 31,8  | 31,7  | 31,1  | 29,3 | 26,5 | ⌀ | 30,5    |
| Mittl. Tagesmin. (°C) | 10,1 | 13,4 | 18,7 | 22,3  | 23,5  | 24,7  | 24,9  | 24,8  | 24,4  | 22,1  | 16,7 | 11,5 | ⌀ | 19,8    |
|                       |      |      |      |       |       |       |       |       |       |       |      |      |   |         |
| Niederschlag (mm)     | 24,6 | 20,8 | 61,5 | 196,6 | 335,3 | 407,8 | 356,1 | 294,4 | 234,9 | 161,8 | 44,7 | 10,2 | Σ | 2.148,7 |
|                       |      |      |      |       |       |       |       |       |       |       |      |      |   |         |
| Regentage (d)         | 1,3  | 2,8  | 4,9  | 11,4  | 15,5  | 20,4  | 22,4  | 23    | 17,6  | 9,4   | 2,9  | 1    | Σ | 132,6   |

| 10,1 |

| 13,4 |

| 18,7 |

| 22,3 |

| 23,5 |

| 24,7 |

| 24,9 |

| 24,8 |

| 24,4 |

| 22,1 |

| 16,7 |

| 11,5 |

| 10,1 |

| 13,4 |

| 18,7 |

| 22,3 |

| 23,5 |

| 24,7 |

| 24,9 |

| 24,8 |

| 24,4 |

| 22,1 |

| 16,7 |

| 11,5 |